# Iuri Lodiguin
Iuri Lodiguin (rus: Юрий Лодыгин, grec: Γιούρι Λοντίγκιν; n. 26 de maig de 1990) és un futbolista greco-rus que juga com a porter en el FC Zenit Sant Petersburg de la Lliga Premier de Rússia. És internacional amb la selecció de futbol sub-21 de Grècia.

## Carrera professional
Lodyguin va néixer a la localitat russa de Vladímir, en aquell moment Unió Soviètica, fill de pare rus i mare grega i crescut a Grècia. Lodyguin va desenvolupar tota la seva etapa juvenil en el Skoda Xanthi, que li va portar a signar el seu primer contracte professional amb el primer equip el 17 de juny de 2009.
El porter va ser cedit a l'Eordaikos 2007 amb el qual va disputar 25 partits com a titular en la temporada 2010-11 i dos partits en la Copa de Grècia. Al final de la temporada va tornar al Skoda Xanthi, equip amb el qual va disputar com a titular la següent campanya.
El juny de 2013, Lodyguin va tornar a Rússia després de signar pel Zenit Sant Petersburg.

## Internacional
El 12 de maig de 2014, Fabio Capello, director tècnic de la selecció nacional de Rússia, va incloure a Lodyguin, un de tres porters, en la llista provisional de 30 jugadors que iniciaran la preparació amb la intenció de la Copa Mundial de Futbol de 2014. El 2 de juny va ser ratificat per Capello en la nòmina definitiva de 23 jugadors.

### Participacions en Copes del Món
| Mundial                        | Seu    | Resultat     |
| ------------------------------ | ------ | ------------ |
| Copa Mundial de Futbol de 2014 | Brasil | Primera fase |